# Neonauclea morotaiensis
Neonauclea morotaiensis är en måreväxtart som beskrevs av Colin Ernest Ridsdale. Neonauclea morotaiensis ingår i släktet Neonauclea och familjen måreväxter. Inga underarter finns listade i Catalogue of Life.